# Classe Matka
Gli aliscafi lanciamissili della Classe Matka proekt 206MR Vichir sono state delle unità progettare per la Marina Sovietica.

## Progetto
Dopo le unità classe Osa, le realizzazioni sovietiche relative alle motocannoniere missilistiche hanno preso due strade diverse: le corvette classe Tarantul, convenzionali navi da guerra, anche se potenziate rispetto alle Osa, sono una di queste, mentre gli aliscafi classe Matka sono un'altra.
Nel caso delle unità della Classe Matka si tratta di navi leggere, simili alle precedenti dimensionalmente, ma grazie alla concezione diversa, capaci di portate armi più pesanti, nella fattispecie un cannone da 76 mm, un CIWS da 30 mm, e due missili SS-N 2 Styx. In pratica, queste unità, mai esportate, non hanno avuto molto successo, probabilmente per i costi più elevati come per tutti gli aliscafi, del resto e per lo scarso armamento missilistico, ma si è trattato pur sempre di un progetto molto interessante che fronteggiava la principale mancanza delle Osa, un cannone di medio calibro.

## Unità
Le unità in totale costruite furono undici, mentre una imbarcazione senza ali, in versione motocannoniera missilistica venne offerta per l'esportazione.
Nella Marina militare della Federazione Russa sono in servizio quattro unità, una nella Flotta del Mar Nero e tre nella Flottiglia del Caspio. Le unità della Marina russa hanno sostituito i missili SS-N 2 Styx con gli SS-N-25.
Nella Marina militare ucraina sono state due le unità in servizio ereditate dall'Unione Sovietica, di cui una sola, rinominata Pryluky (ex sovietica R-262), rimasta in servizio nel 2017.
La seconda unità venne trasferita dall'Ucraina alla Guardia Costiera della Georgia e ribattezzata Tbilisi (თბილისი) è stata affondata il 9 agosto 2008 da unità navali russe nel corso del secondo conflitto dell'Ossezia del Sud, insieme alla motocannoniera Dioskuria, unità di fabbricazione francese del tipo Combattante che i georgiani avevano acquistato nel 2004 dalla Grecia.